# Tchornomorsk
Ne doit pas être confondu avec Tchornomorske.
Tchornomorsk (en ukrainien : Чорноморськ) ou Tchernomorsk (en russe : Чёрноморск) est une ville portuaire de l'oblast d'Odessa, en Ukraine. Sa population s’élevait à 59 519 habitants en 2018.

## Géographie

### Localisation
Tchornomorsk est située sur la côte de la mer Noire, à 22 km au sud-sud-ouest d'Odessa et à 463 km au sud de Kiev.

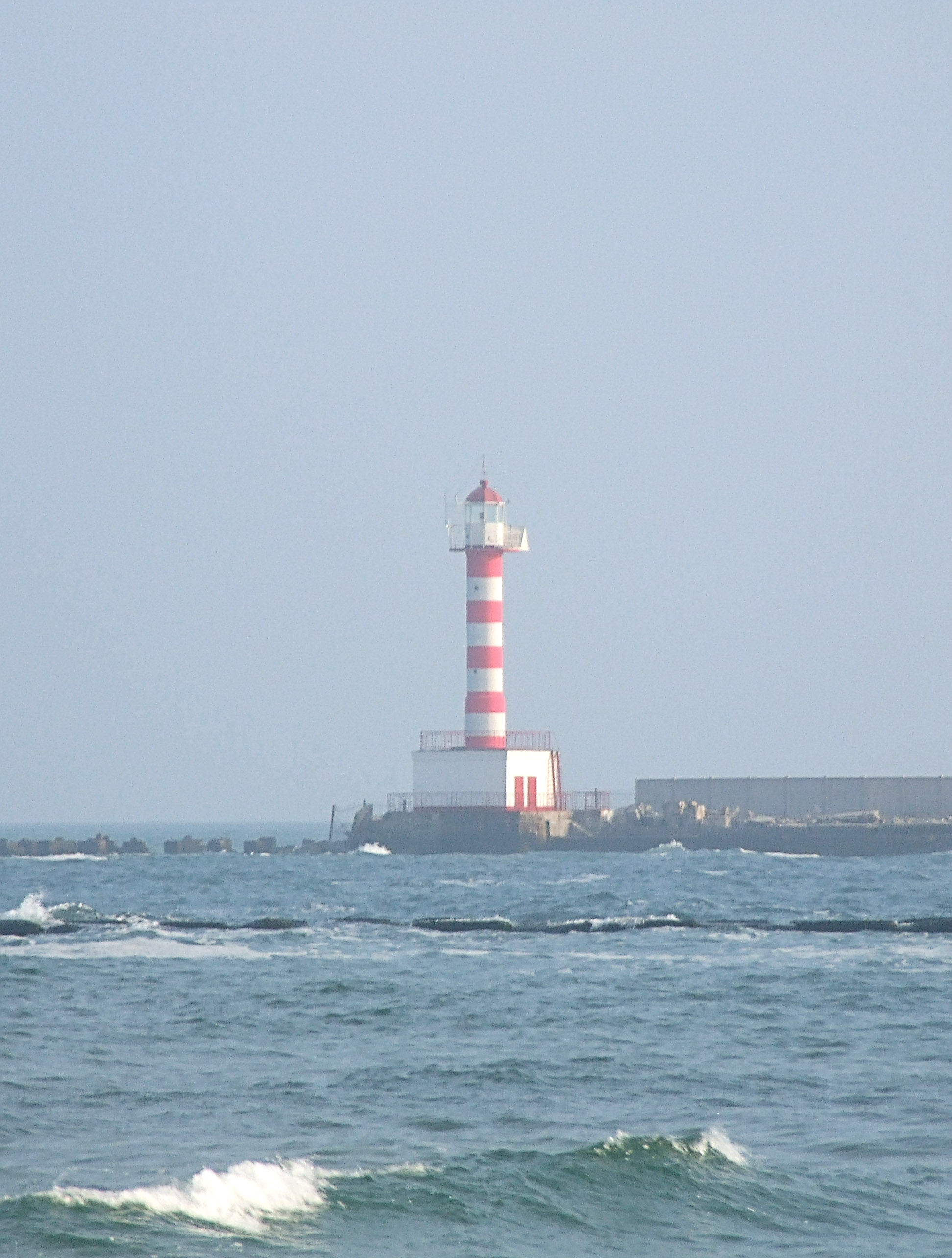
Le phare de Tchornomorsk

## Histoire

### Origine
La région de la ville actuelle de Tchornomorsk a connu une occupation humaine très ancienne. Des traces de chasseurs de bisons remontant à 20 000 ans ont été trouvées par des archéologues. À cette époque, le climat était beaucoup plus froid et le niveau de la mer Noire était inférieur de 100 mètres au niveau actuel, si bien que l’emplacement actuel d'Illitchivsk se trouvait alors à 120 ou 140 km de la côte. Des vestiges de l'âge du bronze et de la Grèce antique ont également été retrouvés dans la région.
À la fin du Moyen Âge, les marchands génois sont actifs dans l'estuaire du fleuve Soukhoï. La région est ensuite successivement soumise à la Horde d'or, au Grand Duché de Lituanie, à la république des Deux Nations, au khanat de Crimée, à l'Empire ottoman et à l'Empire russe (1790).

### XXesiècle
En 1950, est décidée la création d'un chantier naval militaire sur l'estuaire du fleuve Soukhoï. La construction de barges commence dès l'année suivante, grâce à des dizaines de spécialistes transférés par le ministère de la Construction navale de l’Union soviétique depuis des chantiers de Kaliningrad, Vladivostok, Mykolaïv, etc. En août 1952, la localité, qui comptait alors 3 000 habitants devient une commune urbaine et reçoit le nom d’Illitchiovsk, en l’honneur de Vladimir Illitch Lénine.
En 1956, est entreprise la construction d'un port de commerce destiné à désengorger le port d’Odessa, dont les possibilités d’extension sont limitées. Le 5 août 1958, le cargo Ukraine chargé de charbon est le premier navire à entrer dans le port. La construction d'un port de pêche commence en 1964. L'année suivante le trafic du port de commerce dépasse celui du port d'Odessa. Le 12 avril 1973, la commune urbaine d'Illitchiovsk reçoit le statut de ville.

### XXIesiècle
Le 4 février 2016, à la suite de la loi sur la décommunisation des noms de lieux, la ville devenue entretemps en ukrainien Illitchivsk prend le nom de Tchornomorsk.

## Population
Recensements (*) ou estimations de la population :
| 1939* | 1959* | 1970*  | 1979*  |
| ----- | ----- | ------ | ------ |
| 600   | 4 214 | 30 340 | 43 133 |

| 1989*  | 2001*  | 2013   | 2014   |
| ------ | ------ | ------ | ------ |
| 54 838 | 54 151 | 59 718 | 59 840 |

| 2015   | 2016   | 2017   | 2018   |
| ------ | ------ | ------ | ------ |
| 59 851 | 59 825 | 59 724 | 59 519 |

## Économie
L'économie de Tchornomorsk repose sur le port et ses activités annexes comme la principale entreprise de pêche ukrainienne (Antarktika). Le port se classe au troisième rang des ports ukrainiens en 2005 avec un trafic de 14 968 000 tonnes.  L'économie de la ville est particulièrement dynamique et les revenus moyens de ses habitants sont les plus élevés d'Ukraine.

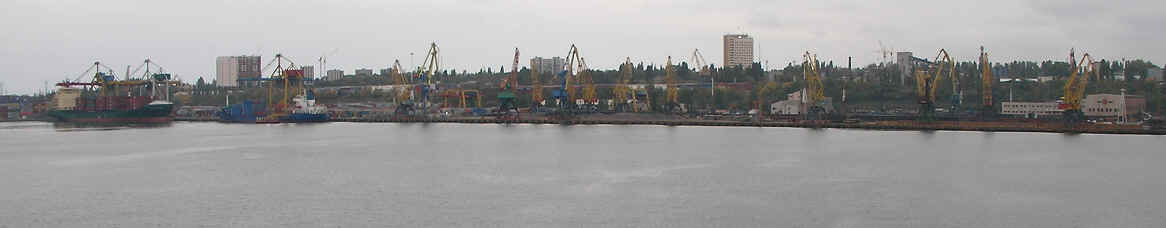
Le port de Tchornomorsk.

## Jumelages
- Narva (Estonie)
- Beyoğlu (Turquie)
- Maardu (Estonie)
- Qaradağ (Azerbaïdjan)
- Tczew (Pologne)

## Patrimoine

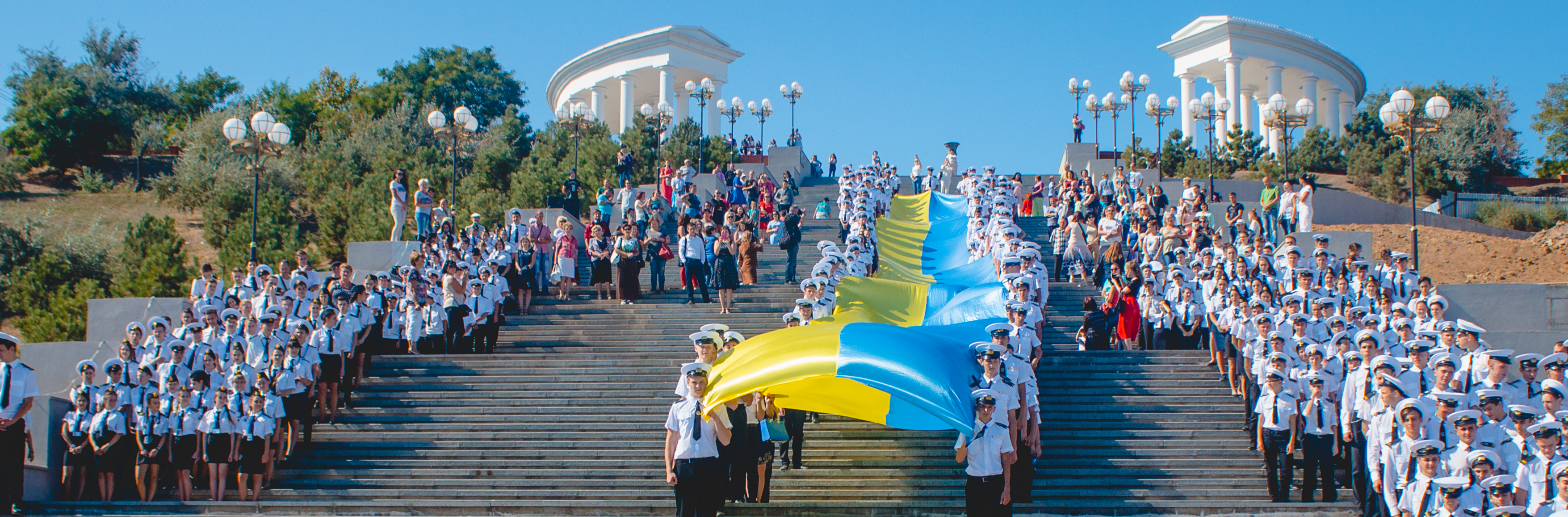
Le parc Prymorskyi avec ses escaliers vers la plage et
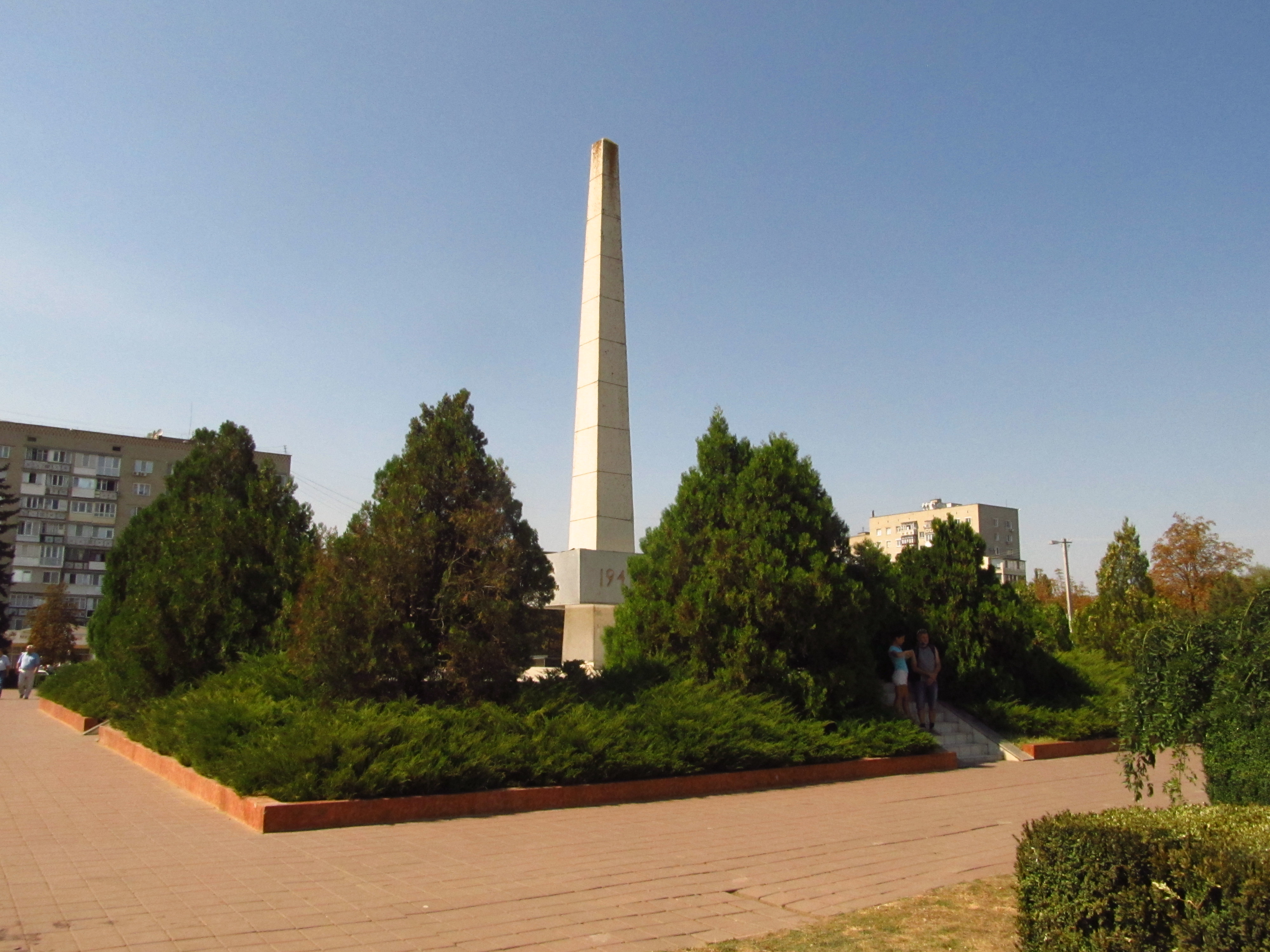
son monument à la Grande guerre patriotique, classé[5],
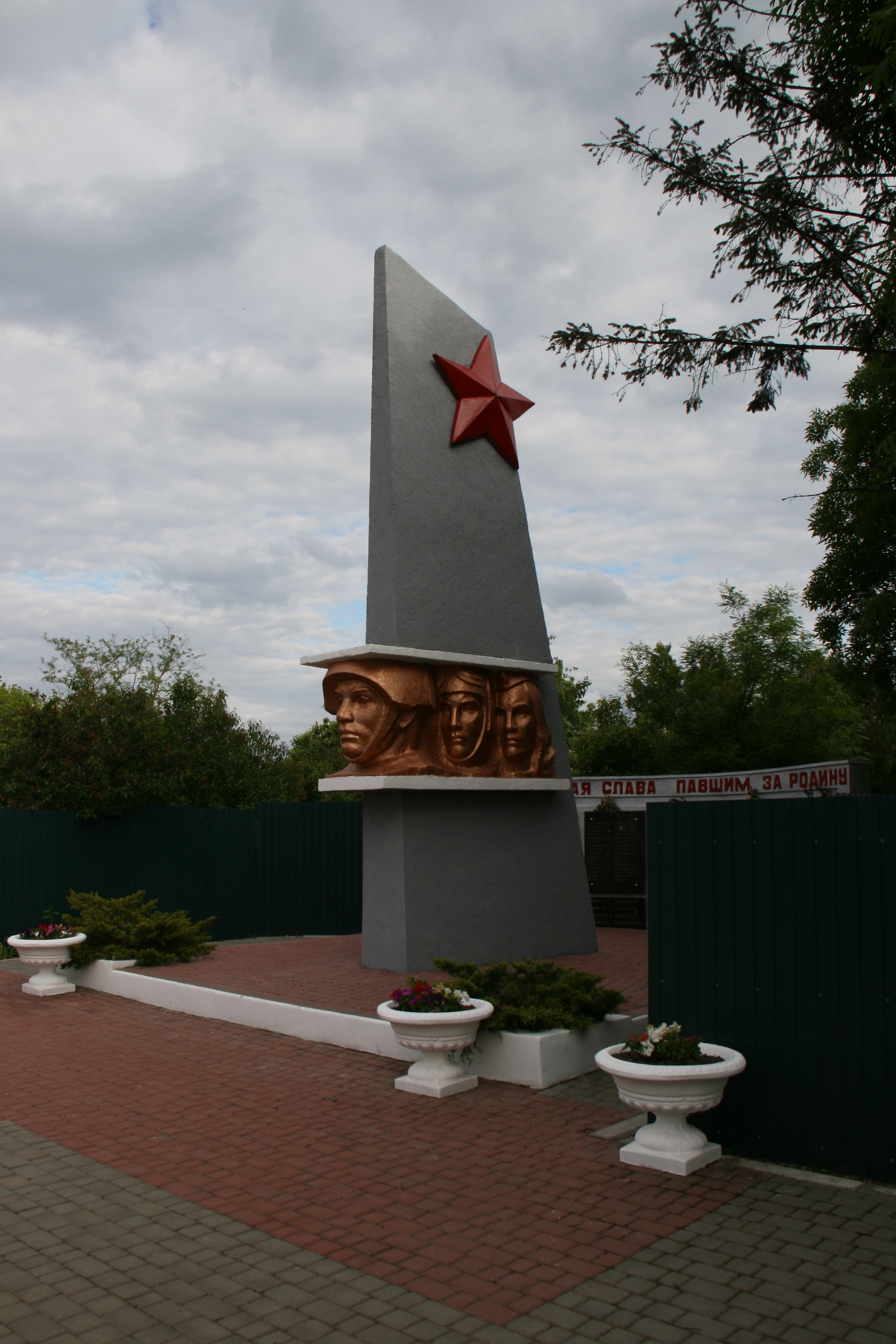
Oleksandrivka, à la deuxième guerre mondiale, classé[6],
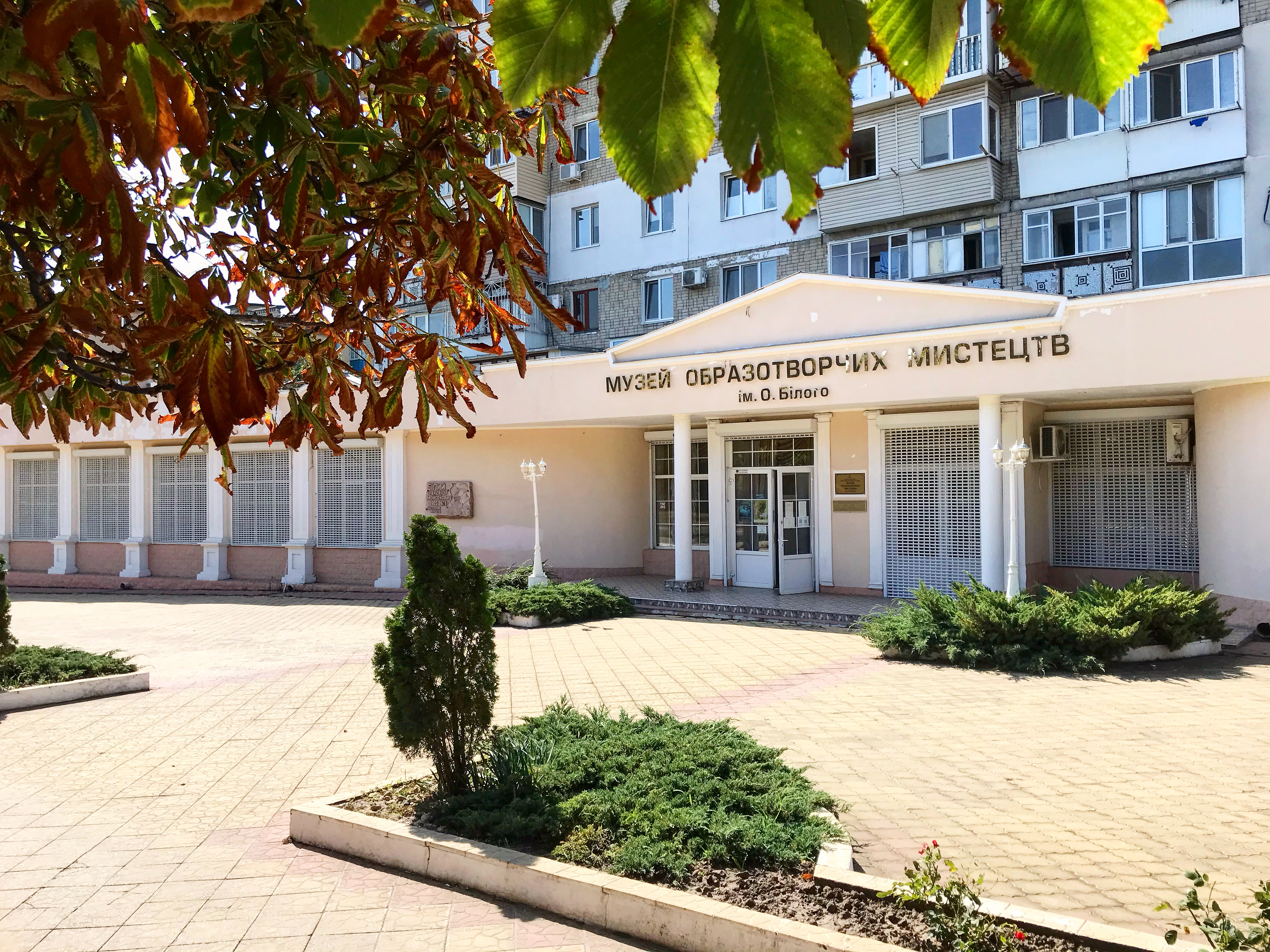
musée Byliy,
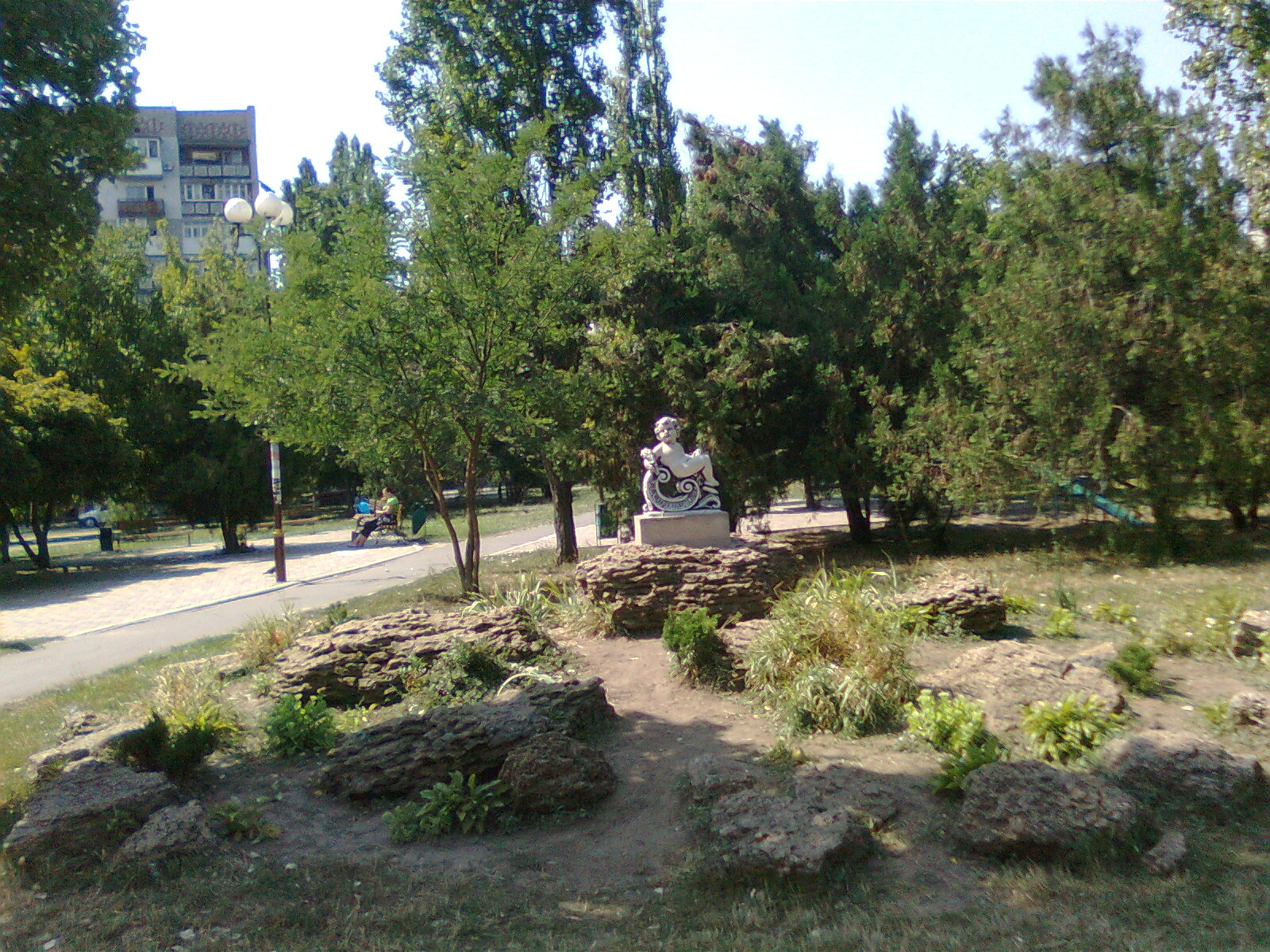
le parc Molodijniy,
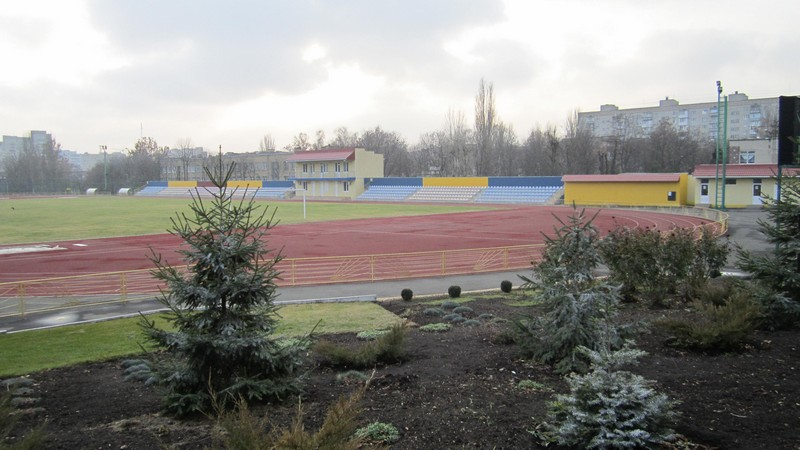
le stade Chkilniy.

## Personnalités
- Oksana Mas, artiste née en 1969 à Tchornomorsk.